# Site archéologique de Konda Hakuchō
Le site archéologique de Konda Hakuchō (誉田白鳥埴輪製作遺跡, こんだはくちょうはにわせいさくいせき) est un site archéologique abritant les ruines d'un atelier de production de poteries funéraires haniwa de la période Kofun, situé dans le quartier de Hakucho de la ville de Habikino, dans la préfecture d'Osaka, au Japon . Il est désigné site historique national en 1973, et la zone sous protection est élargie en 1975.

## Description

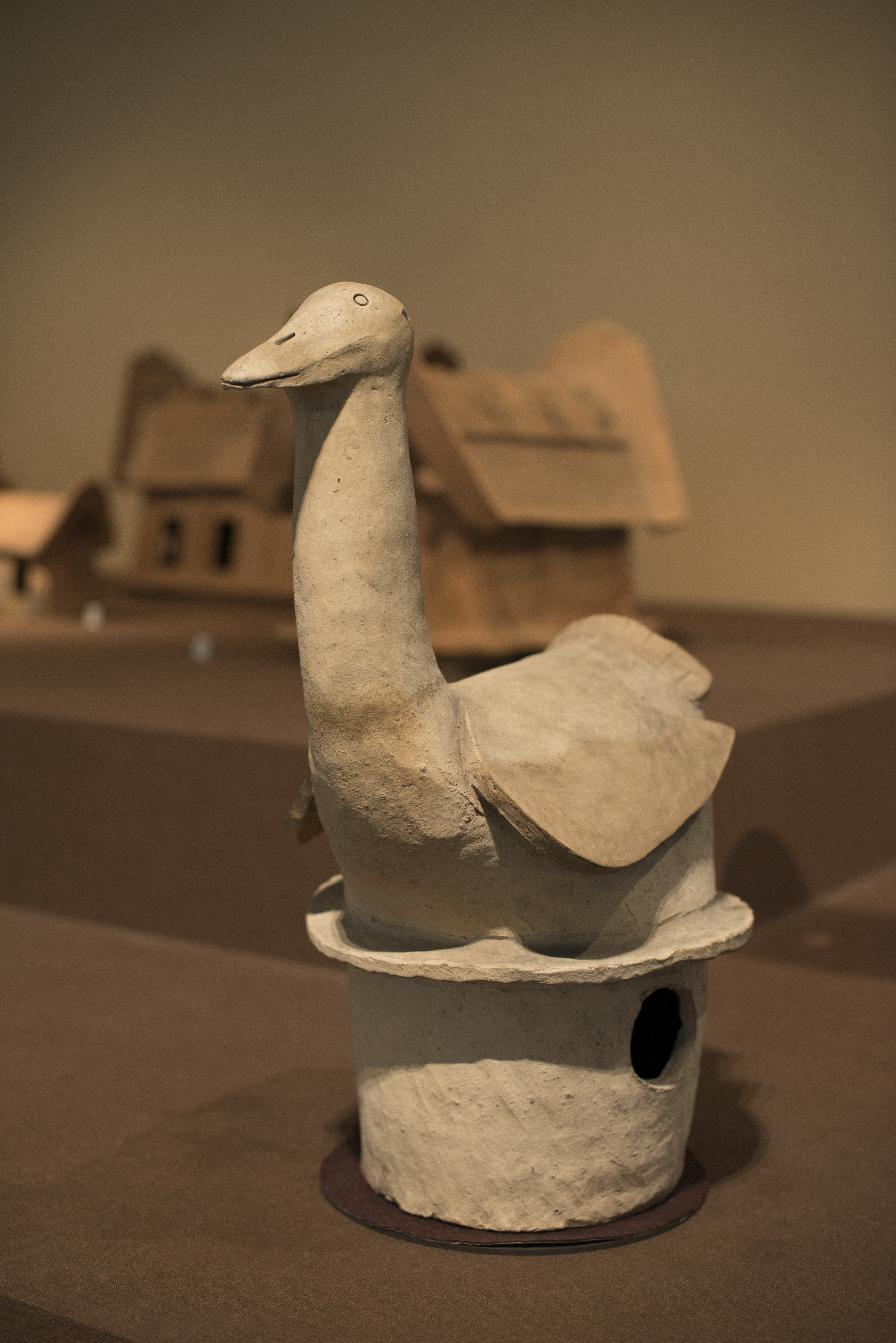
Haniwa en forme d'oiseau, trouvé à Habikino.

Le site de Konda Hakuchō est situé entre le kofun Konda Mitoyama (tombeau de l'empereur Ōjin) et le kofun Hakayama, qui fait partie du groupe Kofungun de Furuichi. C'est là que des milliers de haniwa utilisés dans ces tumulus et d'autres tumulus de la région ont été créés. Le site a été découvert en 1969. Les fours sont divisés en deux groupes, avec un total d'onze fours localisés jusqu'à présent. Chacun a une largeur d'environ 1,5 mètre, une longueur d'environ 7 mètres et une inclinaison d'environ 12 degrés sur la pente d'une colline. Seuls une partie de la base, la bouche du feu, le conduit de fumée et un niveau de cendres ont survécu. La plupart des objets trouvés sont des pièces de haniwa cylindriques, mais des pièces de haniwa figuratifs de divers types ont également été mises au jour. Les fours datent d'environ 450. Plusieurs d'entre eux montrent des travaux de réparation.
À proximité, les piliers de fondation de plusieurs bâtiments à plancher surélevé, disposés en rangées ordonnées, ont été retrouvés. Il est possible qu'à l'époque de Nara, lorsque les haniwa n'étaient plus produits, le site soit devenu l'emplacement du bureau du district de l'ancien district de Furuichi. Les vestiges d'un atelier de fabrication de céramique Haji de la période Nara ont également été découverts.
À l'heure actuelle, le site est devenu un parc archéologique avec l'un des fours restauré dans son aspect d'origine.
Le site se trouve à environ 10 minutes à pied de la gare de Furuichi sur la Ligne Kintetsu Minami Osaka.